# Johannes van Pian del Carpine

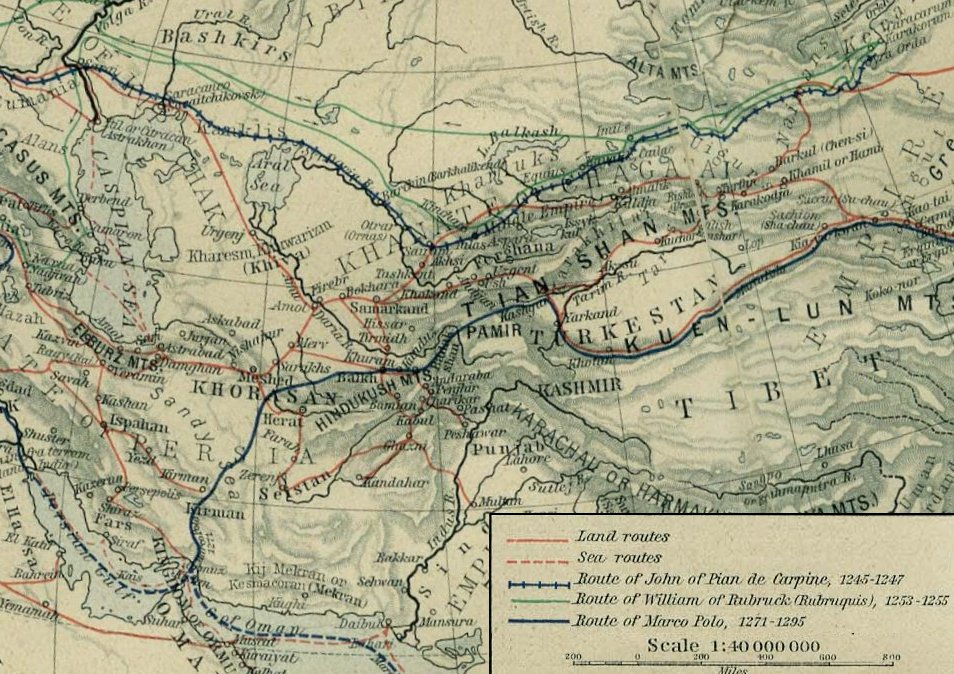
Reisroute van Johannes van Pian del Carpine door Azië

Johannes van Pian del Carpine of Carpini (Italiaans: Giovanni da Pian del Carpine, Pian del Carpine, thans Magione, ca. 1182 – 1252) was een Italiaans diplomaat die bekend is geworden van zijn reisverslagen in Oost-Europa en Centraal-Azië kort na de verovering door het Mongoolse Rijk.
Carpine was een franciscaan; het tijdstip van intrede bij de franciscanen is onbekend. Van 1222 tot 1224 was hij custos van Saksen voor de orde. Van 1228 tot 1230 was hij provinciale overste van Duitsland. In 1230 werd hij naar Spanje gestuurd om daar de Spaanse provincie op te richten. In 1239 werd hij provinciale overste van Saksen.

## De pauselijke missies van 1245

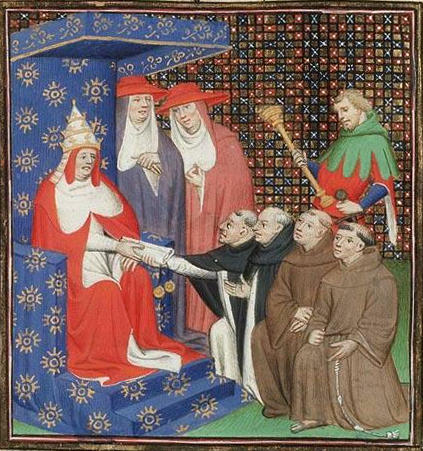
Paus Innocentius IV zegent de missies naar de Mongolen.Illustratie uit het Speculum Historiale van Vincent van Beauvais

In de jaren 1238-1241 waren Mongoolse troepen tot diep in Midden-Europa binnengedrongen. In april 1241 werd het leger van de Hongaarse koning Béla IV in de slag bij Mohi vernietigend verslagen door Batu Khan. Later dat jaar vertrokken de Mongolen uit Midden-Europa. Historici geven een combinatie van factoren als reden daarvoor aan. Logistieke problemen, onenigheid tussen Mongoolse commandanten, maar vooral het overlijden van de khagan Ögedei, de eerste opvolger van Dzjengis Khan. Batu Khan meende recht te hebben op de troon en vertrok met een groot deel van de troepen naar de khuriltai in Karakorum, waar de opvolger zou worden gekozen.
De paniek in Europa was echter groot en een hernieuwde aanval van de Mongolen werd gevreesd. Een gezamenlijke strategie van de Europese vorsten kwam echter niet tot stand. In die situatie besloot paus Innocentius IV het initiatief te nemen. Hij maakte van de Mongoolse dreiging een agendapunt, Remedium contra Tartaros, op het Eerste Concilie van Lyon. Voorafgaand aan het concilie nam hij al het besluit vier delegaties naar Mongools gebied te zenden. Johannes van Pian del Carpine zou naar Karakorum reizen, de hoofdstad van het Mongoolse rijk. Een tweede franciscaan, Laurens van Portugal, zou de Mongolen vanuit de Levant benaderen. De beide dominicanen André de Longjumeau en Ascelin van Cremona kregen de opdracht dit te doen vanuit het Nabije- en Midden-Oosten. Over de missie van Laurens van Portugal is niets bekend. De meeste historici nemen aan dat deze missie nooit vertrokken is. De andere drie missies vertrokken alle in 1245. Alle missies kregen dezelfde twee brieven mee. In Dei patris immensa  stond een uiteenzetting over het christelijk geloof en riep de Mongolen op het christendom te aanvaarden. In Cum non solum werden zij gemaand het vermoorden van mensen en christenen in het bijzonder te staken. De paus sprak de wens uit in vrede met de Mongolen te kunnen leven.

## De reis van Carpini

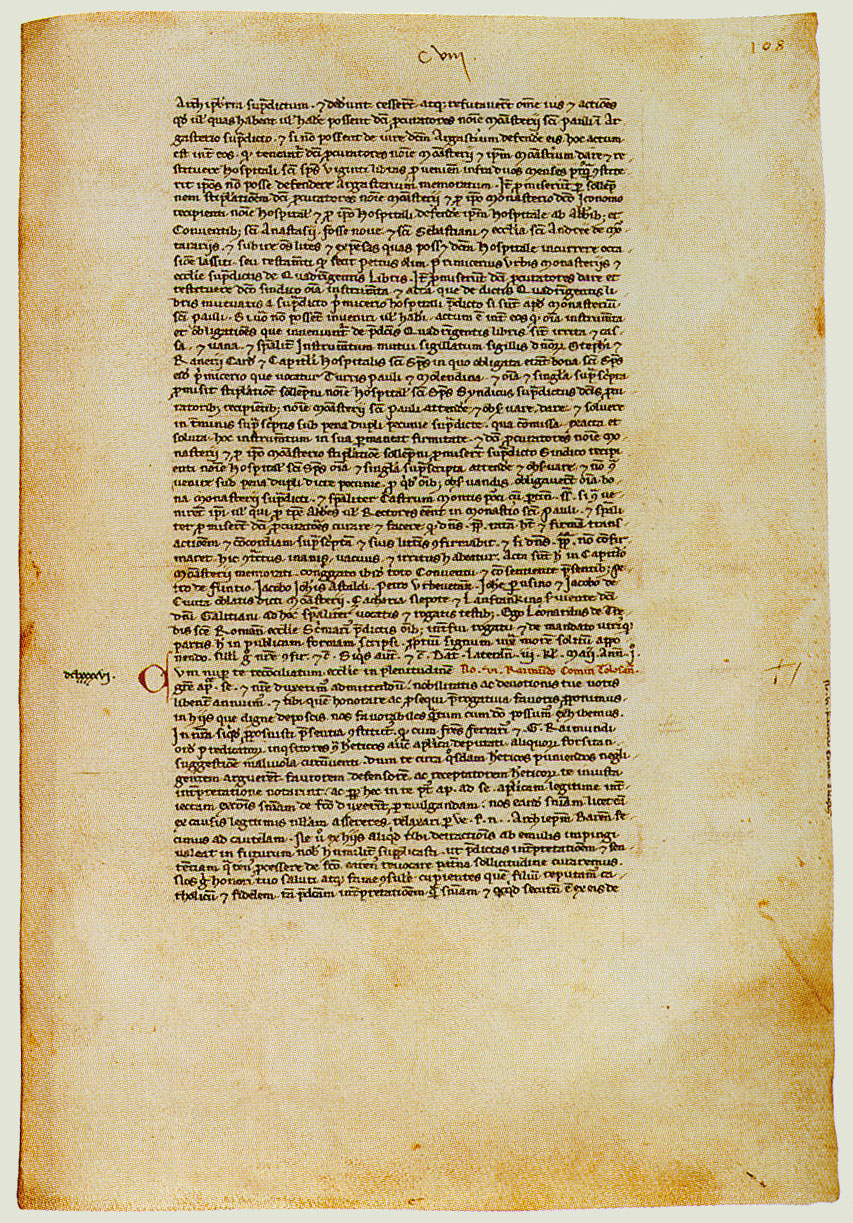
De brief Dei patris immensa van Innocentius IV aan Güyük Khan

Van die drie misies is die van Pian del Carpine de bekendste geworden. Carpini vertrok uit Lyon in april/mei 1245. Hij had in Oost-Europa een aantal gesprekken met de Boheemse koning, een aantal Poolse edelen en de heersers van Galicië. De laatsten behoorden tot de oosters-orthodoxe kerken en Carpini bepleitte hun terugkeer naar de rooms-katholieke kerk. Via Kiev kwam het reisgezelschap in Mongools gebied. De missie werd daar naar het legerkamp van Batu Khan aan de Wolga geleid. Carpini verwachtte de pauselijke brieven daar te kunnen overhandigen en daarna te kunnen terugkeren. Batu gaf echter het bevel dat zij door moesten reizen, duizenden kilometers naar het oosten, om te overleggen met Güyük Khan, die zeer binnenkort tot khagan zou worden verkozen.
Eind juli 1246 arriveerde de missie in Karakorum en was er getuige van de kroning van Güyük op 24 augustus. Op de brieven van de paus antwoordde Güyük dat hij de verzoeken om zich te laten dopen en de campagnes tegen Hongaren en andere christenen te staken volstrekt niet begreep. Het lot van deze mensen, die ook nog Mongoolse gezanten hadden gedood, was de verantwoordelijkheid van de Eeuwige God, die de Mongolen ook had opgedragen over de wereld te heersen. Als de paus oprecht was in zijn verlangen naar vrede zou hij persoonlijk naar hem moeten komen en zich moeten onderwerpen. 
Ten aanzien van het feitelijk beoogde doel van de missie was er dus sprake van een volledige mislukking. Beducht voor mogelijke spionageactiviteiten trachtte Carpini te vermijden op de terugreis Mongoolse gezanten in zijn gezelschap te hebben. Hij ging dus akkoord met het spelen van de rol van ambassadeur van Güyük en nam zelf het antwoord van de khan mee naar Europa. Hij volgde vrijwel dezelfde route als de heenreis tot aan de Karpaten. Vandaaruit reisde hij naar koning Béla IV om hem verslag te doen. In november 1247 arriveerde hij weer in Lyon, waar de paus nog altijd verbleef. Daarna vertrok hij voor een bezoek aan de Franse koning Lodewijk IX om rapport uit te brengen.

## Het reisverslag

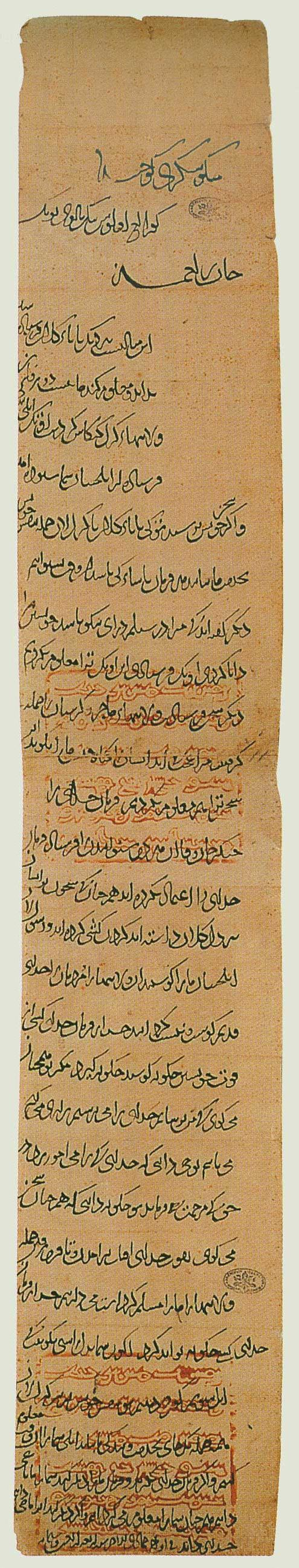
De brief van Güyük Khan aan Innocentius IV

Zijn reisverslag Ystoria Mongalorum quos nos Tartaros appellamus (Geschiedenis van de Mongolen, die wij Tartaren noemen) is het oudste Europese document over de Mongolen. Het beschrijft het land, het klimaat, gewoonten en gebruiken. Meerdere historici zijn van opvatting dat de reis van Carpini ook een spionagereis geweest moet zijn. In het verslag worden militaire oefeningen beschreven, en Carpini doet een aantal suggesties over hoe weerstand tegen de Mongoolse cavalerie geboden kan worden. Het verslag van Carpini is op veel punten aanzienlijk minder betrouwbaar dan het verslag van een iets latere reis van Willem van Rubroeck. Op basis van berichten die Carpini daar vernomen zou hebben worden er wezens beschreven die alleen in de verbeelding kunnen bestaan. In een deel dat handelt over de geschiedenis van de Mongolen beschreef hij een strijd om de macht tussen Dzjengis Khan en de mythische Pape Jan. Zijn eigen morele opvattingen en normen kleuren het verslag ook aanzienlijk sterker dan in het verslag van Van Rubroeck.
Het verslag zelf bestaat in verschillende versies. Hij moet aan het verslag begonnen zijn tijdens een aantal rustpauzes op de terugreis naar Lyon. Tijdens die terugreis bracht hij meerdere keren rapport uit. Het resultaat was dat er door anderen verkorte versies in kopie gemaakt werden. Een daarvan staat bekend als  Hystoria Tartarorum, geschreven door een verder onbekende C. de Bridia. Net als het reisverslag van Ascelin van Cremona is deze tekst opgenomen in Speculum Historiale, het derde deel van het door Vincent van Beauvais geschreven Speculum Maius, een zeer omvangrijke en in de middeleeuwen ook populaire encyclopedie. Een derde versie is geschreven door Benedict de Pool, een van de reisgezellen van Carpini.
Carpini werd na terugkeer een beroemd man in Europa. Hij werd door veel universiteiten uitgenodigd om lezingen te houden. In 1248 werd hij aartsbisschop van Bar in Dalmatië. Waarschijnlijk stierf hij in 1252.